# جون غالاهر
جون غالاهر (بالإنجليزية: John Gallaher)‏ هو شاعر أمريكي، ولد في 6 يناير 1965.